# Schwedische Badmintonmeisterschaft 2014
Die Schwedische Badmintonmeisterschaft 2014 fand vom 31. Januar bis zum 2. Februar 2014 in Uddevalla statt.

## Medaillengewinner
| Disziplin    | Gold                              | Silber                           | Bronze                              |
| ------------ | --------------------------------- | -------------------------------- | ----------------------------------- |
| Herreneinzel | Henri Hurskainen                  | Gabriel Ulldahl                  | Jacob Nilsson                       |
| Herreneinzel | Henri Hurskainen                  | Gabriel Ulldahl                  | Mathias Borg                        |
| Dameneinzel  | Ellinor Widh                      | Matilda Petersen                 | Clara Nistad                        |
| Dameneinzel  | Ellinor Widh                      | Matilda Petersen                 | Jenny Wan                           |
| Herrendoppel | Richard Eidestedt Andi Hartono    | Sebastian Gransbo Peder Nordin   | Filip Myhrén Nico Ruponen           |
| Herrendoppel | Richard Eidestedt Andi Hartono    | Sebastian Gransbo Peder Nordin   | Patrik Lundqvist Jonathan Nordh     |
| Damendoppel  | Emelie Lennartsson Emma Wengberg  | Louise Eriksson Amanda Wallin    | Clara Nistad Klara Johansson        |
| Damendoppel  | Emelie Lennartsson Emma Wengberg  | Louise Eriksson Amanda Wallin    | Cecilia Bjunér Christine Pettersson |
| Mixed        | Jonathan Nordh Emelie Lennartsson | Richard Eidestedt Cecilia Bjunér | Andi Hartono Berfin Aslan           |
| Mixed        | Jonathan Nordh Emelie Lennartsson | Richard Eidestedt Cecilia Bjunér | Filip Myhrén Amanda Wallin          |